# 温业湛
温业湛（1928年11月15日—2020年6月21日），男，浙江湖州人，中华人民共和国政治人物、外交官。

## 生平
1928年生于浙江吴兴。曾就读于上海圣约翰大学政治系。1949年进入华北人民革命大学学习。1950年10月随中国人民志愿军赴朝鲜，任翻译组组长。1951年6月进入中央人民政府外交部工作，历任西亚非洲司处长、驻尼日利亚使馆政务参赞（1971年－1972年）、非洲司副司长（1972年－1975年）、亚非司副司长（1972年－1979年）、非洲司司长（1979年－1982年）等职。1982年4月至1984年10月，任外交部副部长，主管西亚北非事务并分管领事司。
1985年，担任中华人民共和国驻埃及大使。1987年，接替宗克文担任驻朝鲜大使。1990年，由鄭義接任，其改任驻加拿大大使。
1996年11月，任中国宋庆龄基金会副主席，1997年1月被聘为中國國際友好聯絡會顾问。2003年12月离休。
2020年6月21日在北京逝世。